# Pays de Saint-Gilles-Croix-de-Vie Agglomération
Die Pays de Saint-Gilles-Croix-de-Vie Agglomération ist ein französischer Gemeindeverband mit der Rechtsform einer Communauté d’agglomération im Département Vendée in der Region Pays de la Loire. Sie wurde am 22. Dezember 2009 gegründet und umfasst 14 Gemeinden. Der Verwaltungssitz befindet sich im Ort Givrand.

## Historische Entwicklung
Der heutige Gemeindeverband entstand am 1. Januar 2010 durch den Zusammenschluss der Communauté de communes Côte de Lumière und der Communauté de communes Atlancia des Vals de la Vie et du Jaunay, die sich 2009 entschlossen zu fusionieren.
Der Erlass des Präfekten vom 15. Dezember 2021 legte mit Wirkung zum 1. Januar 2022 die Änderung der bisherigen Rechtsform des Gemeindeverbands einer Communauté de communes zur aktuellen Rechtsform einer Communauté d’agglomération und damit verbunden die Änderung des bisherigen Namens Communauté de communes du Pays de Saint-Gilles-Croix-de-Vie zum aktuellen Namen fest.

## Mitgliedsgemeinden
| Gemeinde                                        | Einwohner 1. Januar 2022 | Fläche km² | Dichte Einw./km² | Code INSEE | Postleitzahl |
| ----------------------------------------------- | ------------------------ | ---------- | ---------------- | ---------- | ------------ |
| Brem-sur-Mer                                    | 2.933                    | 15,85      | 185              | 85243      | 85470        |
| Bretignolles-sur-Mer                            | 5.139                    | 27,32      | 188              | 85035      | 85470        |
| Coëx                                            | 3.416                    | 39,56      | 86               | 85070      | 85220        |
| Commequiers                                     | 3.708                    | 40,26      | 92               | 85071      | 85220        |
| Givrand                                         | 2.216                    | 11,69      | 190              | 85100      | 85800        |
| L’Aiguillon-sur-Vie                             | 2.207                    | 23,22      | 95               | 85002      | 85220        |
| La Chaize-Giraud                                | 1.103                    | 2,71       | 407              | 85045      | 85220        |
| Landevieille                                    | 1.512                    | 13,57      | 111              | 85120      | 85220        |
| Le Fenouiller                                   | 4.978                    | 17,81      | 280              | 85088      | 85800        |
| Notre-Dame-de-Riez                              | 2.179                    | 14,62      | 149              | 85189      | 85270        |
| Saint-Gilles-Croix-de-Vie                       | 8.140                    | 10,25      | 794              | 85222      | 85800        |
| Saint-Hilaire-de-Riez                           | 12.923                   | 48,85      | 265              | 85226      | 85270        |
| Saint-Maixent-sur-Vie                           | 1.196                    | 10,71      | 112              | 85239      | 85220        |
| Saint-Révérend                                  | 1.526                    | 15,82      | 96               | 85268      | 85220        |
| Pays de Saint-Gilles-Croix-de-Vie Agglomération | 53.176                   | 292,61     | 182              | –          | –            |

## Aufgaben
Der Gemeindeverband beschäftigt sich mit der Wirtschaftsförderung, dem Naturschutz und dem Tourismus. Daneben werden Sportanlagen betreut sowie die Schulbusse und die Abfallwirtschaft organisiert.